# حديث يوم الدار
حديث يوم الدار أو إنذار يوم الدار من الأحاديث النبوية التي وردت في العديد من كتب الحديث، وإن اختلفت الروايات والتفسيرات، فتستند إليها الشيعة في مسألة وصاية رسول الإسلام محمد بن عبد الله لعلي بن أبي طالب من بعده وعصمته.

## نص الحديث حسب الرواية الشيعية
روي عن البراء بن عازب في بحار الأنوار: 
| حديث يوم الدار | لما نزلت "وأنذر عشيرتك الأقربين" جمع رسول الله صلى الله عليه وآله بني عبد المطلب، وهم يومئذ أربعون رجلاً، الرجل منهم يأكل المسنة ويشرب العس، فأمر عليا أن يدخل شاة فادمها ثم قال: أدنوا بسم الله. فدنى القوم عشرة عشرة فأكلوا حتى صدروا، ثم دعا بقعب من لبن فجرع منه جرعة ثم قال لهم: اشربوا بسم الله. فشربوا حتى رووا، فبدرهم أبو لهب فقال: هذا ما سحركم به الرجل. فسكت النبي صلى الله عليه وآله فلم يتكلم، ثم دعاهم من الغد على مثل ذلك الطعام. والشراب، ثم أنذرهم رسول الله صلى الله عليه وآله فقال: يا بني عبد المطلب انى أنا النذير اليكم من الله عز وجل، والبشير بما لم يجئ به أحدكم، جئتكم بالدنيا والاخرة فأسلموا وأطيعوا تهتدوا، ومن يؤاخينى ويؤازرني ويكون وليى ووصيي بعدى وخليفتي ويقضى دينى. فسكت القوم، فأعاد ذلك ثلاثا، كل ذلك يسكت القوم ويقول على أنا فقال: أنت. فقام القوم وهم يقولون لابي طالب : أطع ابنك فقد أمر عليك | حديث يوم الدار |

ورد في بعض المصادر الشيعية أن محمد جمع أهله وأقاربه على وليمة وعرض عليهم الإسلام وقال أن من سيقبل سيكون وليه ووصيه وخليفته من بعده، فلم يجبه أحد إلا علي، سمي هذا الحديث «حديث يوم الدار» أو «إنذار يوم الدار»، حيث عرض محمد الإسلام على أقاربه من بني هاشم تنفيذاً لما جاء في القرآن.
ويرد الشيعة على أهل السنة والجماعة الذين يرون أن الرواية الشيعية غير صحيحة، حيث تذكر الرواية أن الرسول محمد جمع بني عبد المطلب وكانوا أربعين رجلاً، في حين أن مصادرهم تقول أن بنى عبد المطلب لم يبلغوا أربعين رجلاً حين نزلت هذه الآية فإنها نزلت بمكة في أول الأمر، بل إن بني عبد المطلب لم يبلغوا أربعين رجلا في مدة حياة النبي ، وأما الذي حدث بعد نزول آية «وأنذر عشيرتك الأقربين»  ففى الصحيحين في البخاري ومسلم فقد وردت روايات صحيحة مختلفة كليا عن تلك الرواية.
مع ذلك يعترف علماء أهل السنة ان لعبد المطلب أولاد ادركوا النبي واحفاد للذين لم يدركوه وهذه قائمة باسماء أولاد واحفاد عبد المطلب
حضار يوم الدار
- عبد الله وأبو سفيان وأمية وربيعة ونوفل وعبد المطلب أولاد الحارث بن عبد المطلب (لم يدرك النبي).
- طالب وعقيل وجعفر وعلي أبناء أبو طالب.
- الطاهر وعبد الله وحجل وقرة وضباعة أبناءالزبير بن عبد المطلب (لم يدرك النبي).
- عتبة وعتيبة ومعتب أولاد أبو لهب.
- عبد الله وبكر وهم أبناء المقوم (لم يدرك النبي).
- الفضل وعبد الله وعبيد الله وقثم ومعبد وعبد الرحمن وكثير والحارث وتمام أبناء العباس.
- يعلى وعمارة وعامر أبناء حمزة.

وهذا يعني ان حضار يوم الدار 37 شخصا على الاقل ولا يعلم أحد متى توفي كل من:
- ضرار بن عبد المطلب
- الزبير بن عبد المطلب
- مصعب بن عبد المطلب
- المقوم بن عبد المطلب
- المغيرة بن عبد المطلب

فقد قيل انهم ماتوا قبل البعثة وحديث يوم الدار حصل في الفترة التي لم يطلع أحد بعد على البعثة فانه بدأ بعشيرته الاقربين.
اما الزبير وقثم من أبناء عبد المطلب فماتا صغيرين.
فهؤلاء 42 شخصا من أولاد عبد المطلب يمكن ان يكونوا قد ادركوا أول البعثة.

## الرواية عندأهل السنة والجماعة
هذه الرواية موجودة في بعض كتب أهل السنة مثل كتاب تاريخ الطبري ومسند الإمام أحمد بن حنبل، ولكن يرى أهل السنة أن الرواية لا تصح، حيث أن أحد الرواة هو عبد الغفار بن القاسم أبو مريم الأنصاري، كما أن بني عبد المطلب لم يبلغوا أربعين رجلا حين نزلت هذه الآية:
- لسان الميزان - ابن حجر العسقلاني:

«عبد الغفار بن القاسم أبو مريم الأنصاري رافضي ليس بثقة. قال علي بن المديني كان يضع الحديث ويقال كان من رؤوس الشيعة وروى عباس عن يحيى ليس بشيء. وقال البخاري عبد الغفار بن القاسم بن قيس بن فهد ليس بالقوي عندهم. أحمد بن صالح حدثنا محمد بن مرزوق حدثنا الحسين بن الحسن الفزاري حدثنا عبد الغفار بن القاسم حدثني عدي بن ثابت عن سعيد بن جبير عن بن عباس قال حدثني بريدة قال رسول الله عليه وآله وسلم علي مولى من كنت مولاه أبو داود سمعت شعبة سمعت سماكا الحنفي يقول لأبي مريم في شيء ذكره كذبت والله أبو داود حدثنا عبد الواحد بن زياد سمعت أبا مريم يروي عن الحكم عن مجاهد في قوله تعالى لرادك إلى معاد وقال يرد محمد إلى الدنيا حتى يرى عمل أمته قال عبد الواحد فقلت له كذبت قال اتق الله تكذبني قال أبو داود وأنا اشهد ان أبا مريم كذاب لأني قد لقيته وسمعت منه واسمه عبد الغفار بن القاسم وقال أحمد بن حنبل كان أبو عبيدة إذا حدثنا عن أبي مريم يصيح الناس يقولون لا نريده قال أحمد كان أبو مريم يحدث ببلايا في عثمان. وقال أبو حاتم والنسائي وغيرهما متروك الحديث قلت بقي إلى قرب الستين ومائة فإن عثمان أدركه وأبي ان يأخذ عنه حدث عن نافع وعطاء بن أبي رباح وجماعة وكان ذا اعتناء بالعلم وبالرجال وقد أخذ عنه شعبة ولما تبين له انه ليس بثقة تركه انتهى. وقال الآجري سألت أبا داود عنه فقال كان يضع الحديث وقال شعبة لم ار احفظ منه قال أبو داود وغلط في امره شعبة. وقال الدارقطني متروك وهو شيخ شعبة اثنى عليه شعبة وخفي على شعبة أمره فبقي بعد شعبة فخلط قلت فهذا يصرح بأنه تأخر بعد الستين لان شعبة مات بعدها. وذكره الساجي والعقيلي وابن الجارود وابن شاهين في الضعفاء. وقال بن عدي سمعت بن عقدة يثني على أبي مريم ويطريه وتجاوز الحد في مدحه حتى قال لو ظهر على أبي مريم ما اجتمع الناس إلى شعبة قال وانما مال اليه بن عقدة هذا الميل لافراطه في التشيع.»
- قد ناقش ابن تيمية في كتابه منهاج السنة كالتالي:"

فصل قالت الطائفة الشيعية المنهج الثالث في الأدلة المستندة إلى السنة المنقولة عن النبي وهي اثنا عشر الأول ما نقله الناس كافة انه لما نزل قوله تعالى وانذر عشيرتك الاقربين جمع رسول الله بني عبد المطلب في دار أبي طالب وهم أربعون رجلا وامر أن يصنع لهم فخذ شاه مع مد من البر ويعد لهم صاعا من اللبن وكان الرجل منهم يأكل الجذعة في مقعد واحد ويشرب الفرق من الشراب في ذلك المقام فأكلت الجماعة كلهم من ذلك الطعام اليسير حتى شبعوا ولم يتبين ما أكلوه فبهرهم النبي صلى الله عليه وسلم بذلك وتبين لهم آية نبوته فقال يا بني عبد المطلب أن الله بعثني بالحق إلى الخلق كافة وبعثني إليكم خاصة فقال وانذر عشيرتك الاقربين وأنا أدعوكم إلى كلمتين خفيفتين على اللسان تقيلتن في الميزان تملكون بهما العرب والعجم وتنقاد لكم بهما الأمم وتدخلون بهما الجنة وتنجون بهما من النار شهادة أن لا اله إلا الله وأني رسول الله فمن يجيبني إلى هذا الأمر ويؤازرني على القيام به يكن أخي ووزيري ووصيي ووارثي وخليفتي من بعدي فلم يجبه أحد منهم فقال أمير المؤمنين أنا يا رسول الله أؤازرك على هذا الأمر فقال اجلس ثم أعاد القول على القوم ثانية فصمتوا فقال علي فقمت فقلت مثل مقالتي الأولى فقال اجلس ثم أعاد القول ثالثة فلم ينطق أحد منهم بحرف فقمت فقلت أنا أؤازرك يا رسول الله على هذا الأمر فقال اجلس فأنت أخي ووزيري ووصيي ووارثي وخليفتي من بعدي فنهض القوم وهم يقولون لأبي طالب ليهنئك اليوم أن دخلت في دين ابن أخيك فقد جعل ابنك أميرا عليك.
و الجواب من وجوه...
الأول: المطالبة بصحة النقل وما ادعاه من نقل الناس كافة من اظهر عدم المصداقية عند أهل العلم بالحديث فان هذا الحديث ليس في شيء من كتب المسلمين التي يستفيدون منها علم النقل لا في الصحاح ولا في المساند والسنن والمغازي والتفسير التي يذكر فيها الإسناد الذي يحتج به وإذا كان في بعض كتب التفسير التي ينقل منها الصحيح والضعيف مثل تفسير الثعلبي والواحدي والبغوي بل وابن جرير وابن أبي حاتم لم يكن مجرد رواية واحد من هؤلاء دليلا على صحته باتفاق أهل العلم فانه إذا عرف أن تلك المنقولات فيها صحيح وضعيف فلا بد من بيان أن هذا المنقول من قسم الصحيح دون الضعيف وهذا الحديث غايته أن يوجد في بعض كتب التفسير التي فيها الغث والسمين وفيها أحاديث كثيرة موضوعة مكذوبة مع أن كتب التفسير التي يوجد فيها هذا مثل تفسير ابن جرير وابن أبي حاتم والثعلبي والبغوي ينقل فيها بالأسانيد الصحيحة ما يناقض هذا مثل بعض المفسرين الذين ذكروا هذا في سبب نزول الآية فانهم ذكروا مع ذلك بالأسانيد الصحيحة الثابتة باتفق أهل العلم على صحتها ما يناقض ذلك ولكن هؤلاء المفسرون ذكروا ذلك على عادتهم في انهم ينقلون ما ذكر في سبب نزول الآية من المنقولات الصحيحة والضعيفة ولهذا يذكر أحدهم في سبب نزول الآية عدة أقوال ليذكر أقوال الناس وما نقلوه فيها وأن كان بعض ذلك هو الصحيح وبعضه كذب وإذا احتج بمثل هذا الضعيف وأمثاله واحد بذكر بعض ما نقل في تفسير الآية من المنقولات وترك سائر ما ينقل مما يناقض ذلك كان هذا من افسد الحجج كمن احتج بشاهد يشهد له ولم تثبت عدالته بل ثبت جرحه وقد ناقضه عدول كثيرون يشهدون بما يناقض شهادته أو يحتج برواية واحد لم تثبت عدالته بل ثبت جرحه ويدع روايات كثيرين عدول وقد رووا ما يناقض ذلك بل لو قدر أن هذا الحديث من رواية أهل الثقة والعدالة وقد روى آخرون من أهل الثقة والعدالة ما يناقض ذلك لوجب النظر في الروايتين أيهما اثبت وارجح فكيف إذا كان أهل العلم بالنقل متفقين على أن الروايات المناقضة لهذا الحديث هي الثابتة الصحيحة بل هذا الحديث مناقض لما علم بالتواتر وكثير من أئمة التفسير لم يذكروا هذا بحال لعلمهم انه باطل.
الثاني: أنا نرضى منه من هذا النقل العام بأحد شيئين أما بإسناد يذكره مما يحتج به أهل العلم في مسائل النزاع ولو انه مسالة فرعية وأما قول رجل من أهل الحديث الذين يعتمد الناس على تصحيحهم فانه لو تناظر فقيهان في فرع من الفروع لم تقم الحجة على المناظرة إلا بحديث يعلم انه مسند إسنادا تقوم به الحجة أو يصححه من يرجع إليه في ذلك فأما إذا لم يعلم إسناده ولم يثبته أئمة النقل فمن أين يعلم لا سيما في مسائل الأصول التي يبنى عليها الطعن في سلف الأمة وجمهورها ويتوسل بذلك إلى هدم قواعد المسالة فكيف يقبل في مثل ذلك حديث لا يعرف إسناده ولا يثبته أئمة النقل ولا يعرف أن عالما صححه.
الثالث: أن هذا الحديث غير صادق عند أهل المعرفة بالحديث فما من عالم يعرف الحديث إلا وهو يعلم انه خالي من الصدق موضوع ولهذا لم يروه أحد منهم في الكتب التي يرجع إليها في المنقولات لان أدنى من له معرفة بالحديث يعلم أن هذا كذب وقد رواه بن جرير والبغوي بإسناد فيه عبد الغفار بن القاسم بن فهد أبو مريم الكوفي وهو مجمع على تركه كذبه سماك بن حرب وأبو داودوقال أحمد ليس بثقة عامة أحاديث بواطيل قال يحيى ليس بشيء قال ابن المدينى كان يضع الحديث وقال النسائي وأبو حاتم متروك الحديث وقال ابن حبان البستي كان عبد الغفار بن قاسم يشرب الخمر حتى يسكر وهو مع ذلك يقلب الأخبار لا يجوز الاحتجاج به وتركه أحمد ويحيى ورواه ابن أبي حاتم وفي إسناده عبد الله بن عبد القدوس وهو ليس بثقة وقال فيه يحيى بن معين ليس بشيء رافضي خبيث وقال النسائي ليس بثقة وقال الدارقطني ضعيف وإسناد الثعلبي اضعف لان فيه من لا يعرف وفيه من الضعفاء والمتهمين من لا يجوز الاحتجاج بمثله في اقل مسالة.
الرابع: أن بني عبد المطلب لم يبلغوا أربعين رجلا حين نزلت هذه الآية فإنها نزلت بمكة في أول الأمر ثم ولا بلغوا أربعين رجلا في مدة حياة النبي فان بني عبد المطلب لم يعقب منهم باتفاق الناس إلا أربعة العباس وأبو طالب والحارث وأبو لهب وجميع ولد عبد المطلب من هؤلاء الأربعة وهم بنو هاشم ولم يدرك النبوة من عمومته إلا أربعة العباس وحمزة وأبو طالب وأبو لهب فآمن اثنان وهما حمزة والعباس وكفر اثنان أحدهما نصره وأعانه وهو أبو طالب والآخر عاداه وعان أعداءه وهو أبو لهب وما العمومة وبنو العمومة فأبو طالب كان له أربعة بنين طالب وعقيل وجعفر وعلي وطالب لم يدرك الإسلام وأدركه الثلاثة فآمن علي وجعفر في أول الإسلام وهاجر جعفر إلى ارض الحبشة ثم إلى المدينة عام خيبر وكان عقيل قد استولى على رباع بني هاشم لما هاجروا وتصرف فيها ولهذا لما قيل للنبي في حجته ننزل غدا في دارك بمكة قال وهل ترك لنا عقيل من دار
وأما العباس فبنوه كلهم صغار إذ لم يكن فيهم بمكة رجل وهب انهم كانوا رجالا فهم عبد الله وعبيد الله والفضل وأما قثم فولد بعدهم وأكبرهم الفضل وبه كان يكنى وعبد الله ولد في الشعب بعد نزول قوله وانذر عشيرتك الاقربين وكان له في الهجرة نحو ثلاث سنين أو أربع سنين ولم يولد للعباس في حياة النبي إلا الفضل وعبد الله وعبيد الله وأما سائرهم فولدوا بعده.
وأما الحارث بن عبد المطلب وأبو لهب فبنوهما اقل والحارث كان له ابنان أبو سفيان وربيعة وكلاهما تأخر إسلامه وكان من مسلمة الفتح وكذلك بنو أبي لهب تأخر إسلامهم إلى زمن الفتح وكان له ثلاثة ذكور فاسلم منهم اثنان عتبة ومغيث وشهد الطائف وحنينا وعتيبة دعا عليه رسول الله أن يأكله الكلب فقتله السبع بالزرقاء من الشام كافرا فهؤلاء بنو عبد المطلب لا يبلغون عشرين رجلا فأين الأربعون.
الخامس: قوله أن الرجل منهم كان يأكل الجذعة ويشرب الفرق من اللبن فوهم على القوم ليس بنو هاشم معروفين بمثل هذه الكثرة في الأكل ولا عرف فيهم من كان يأكل جذعة ولا يشرب فرقا.
السادس: أن قوله للجماعة من يجيبني إلى هذا الأمر ويؤازرني على القيام به يكن أخي ووزيري ووصيي وخليفتي من بعدي كلام خالي من الصحة على النبي لا يجوز نسبته إليه فان مجرد الإجابة إلى الشهادتين والمعاونة على ذلك لا يوجب هذا كله فان جميع المؤمنين أجابوا إلى هاتين الكلمتين وأعانوه على هذا الأمر وبذلوا أنفسهم وأموالهم في اقامته وطاعته وفارقوا أوطانهم وعادوا إخوانهم وصبروا على الشتات بعد الألفة وعلى الذل بعد العز وعلى الفقر بعد الغنى وعلى الشدة بعد الرخاء وسيرتهم معروفة مشهورة ومع هذا فلم يكن أحد منهم بذلك خليفة له وأيضا فان كان عرض هذا الأمر على أربعين رجلا أمكن أن يجيبوه أو أكثرهم أو عدد منهم فلو أجابه منهم عدد من كان الذي يكون الخليفة بعده أيعين واحدا بلا موجب أم يجعل الجميع خلفاء في وقت واحد وذلك انه لم يعلق الوصية والخلافة والاخوة والمؤازرة إلا بأمر سهل وهو الإجابة على الشهادتين والمعاونة على هذا الأمر وما من مؤمن يؤمن بالله ورسوله واليوم الآخر إلى يوم القيامة إلا وله من هذا نصيب وافر ومن لم يكن له من ذلك حظ فهو منافق فكيف يجوز نسبة مثل هذا الكلام إلى النبي.
السابع: أن حمزة وجعفر وعبيده بن الحارث أجابوا إلى ما أجابه علي من الشهادتين والمعاونة على هذا الأمر فان هؤلاء من السابقين الأولين الذين آمنوا بالله ورسوله في أول الأمر بل حمزة اسلم قبل أن يصير المؤمنون أربعين رجلا وكان النبي في دار الأرقم ابن أبي الأرقم وكان اجتماع النبي به في دار الأرقم ولم يكن يجتمع هو وبنو عبد المطلب كلهم في دار واحدة فان أبا لهب كان مظهرا لمعاداة رسول الله ولما حصر بنو هاشم في الشعب لم يدخل معهم أبو لهب.
الثامن: أن الذي في الصحاح من نزول هذه الآية غير هذا ففي الصحيحين عن ابن عمر وأبي هريرة واللفظ له عن النبي لما نزلت وانذر عشيرتك الاقربين دعا رسول الله صلى الله عليه وسلم قريشا فاجتمعوا فخص وعم فقال يا بني كعب بن لؤي أنقذوا أنفسكم من النار يا بني مرة بن كعب أنقذوا أنفسكم من النار يا بني عبد شمس أنقذوا أنفسكم من النار يا بني عبد مناف أنقذوا أنفسكم من النار يا بني هاشم أنقذوا أنفسكم من النار يا بني عبد المطلب أنقذوا أنفسكم من النار يا فاطمة بنت محمد أنقذي نفسك من النار فإني لا املك لكم من الله شيئا غير أن لكم رحما سأبلها ببلالها وفي الصحيحين عن أبي هريرة أيضا لما نزلت هذه الآية قال يا معشر قريش اشتروا أنفسكم من الله لا اغني عنكم من الله شيئا يا بني عبد المطلب لا اغني عنكم من الله شيئا يا صفية عمة رسول الله لا اغني عنك من الله شيئا يافاطمة بنت محمد لا أغنى عنك من الله شيئا سلاني ما شئتما من مالي وخرجه مسلم من حديث ابنالمخارق وزهير بن عمرو ومن حديث عائشة وقال فيه قام علي الصفا وقال في حديث قبيصة انطلق إلى رضمة من جبل فعلا أعلاها حجرا ثم نادى يا بني عبد مناف إني لكم نذير إنما مثلي ومثلكم كمثل رجل رأى العدو فانطلق يربأ أهله فخشي أن يسبقوه فجعل يهتف يا صباحاه وفي الصحيحين من حديث ابن عباس قال لما نزلت هذه الآية خرج رسول الله وسلم حتى صعد الصفا فهتف يا صباحاه فقالوا من هذا الذي يهتف قالوا محمد فاجتمعوا إليه فجعل ينادي يا بني فلان يا بني عبد مناف يا بني عبد المطلب وفي رواية يا بني فهر يا بني عدي يا بني فلان لبطون قريش فجعل الرجل إذا لم يستطع أن يخرج أرسل رسولا ينظر ما هو فاجتمعوا فقال ارايتكم لو أخبرتكم أن خيلا تخرج بسفح هذا الجبل اكنتم
مصدقي قالوا ما جربنا عليك كذبا قال فإني نذير لكم بين يدي عذاب شديد فقال أبو لهب تبا لك أما جمعتنا إلا لهذا فقام فنزلت هذه السورة تبت يدا أبي لهب وتب وفي رواية ارأيتم لو أخبرتكم أن العدو يصبحكم ويمسيكم اكنتم تصدقوني قالوا بلى فان قيل فهذا الحديث قد ذكره طائفة من المفسرين والمصنفين في الفضائل كالثعلبي والبغوي وأمثالهما والمغازلي قيل له مجرد رواية هؤلاء لا توجب ثبوت الحديث باتفاق أهل العلم بالحديث فان في كنت هؤلاء من الأحاديث الموضوعة ما اتفق أهل العلم على انه كذب موضوع وفيها شيء كثير يعلم بالأدلة اليقينية السمعية والعقلية أنها كذب بل فيها ما يعلم بالاضطرار انه كذب والثعلبي وأمثاله لا يتعمدون الكذب بل فيهم من الصلاح والدين ما يمنعهم من ذلك لكن ينقلون ما وجدوه في الكتب ويروون ما سمعوه وليس لاحدهم من الخبرة بالأسانيد ما لائمة الحديث كشعبة ويحيى بن سعيد القطان وعبد الرحمن بن مهدي وأحمد بن حنبل وعلي بن المديني ويحيى بن معين وإسحاق ومحمد بن يحيى الذهلي والبخاري ومسلم وأبي داود والنسائي وأبي حاتم وأبي زرعة الرازيين وأبي عبد الله بن منده والدارقطني وأمثال هؤلاء من أئمة الحديث ونقاده ومكامه وحفاظه الذين لهم خبرة ومعرفة تامة بأحوال النبي وسلم وأحوال من نقل العلم والحديث عن النبي من الصحابة والتابعين وتابعيهم ومن بعدهم من نقلة العلم وقد صنفوا الكتب الكثيرة في معرفة الرجال الذين نقلوا الآثار وأسماءهم وذكروا أخبارهم وأخبار من اخذوا عنه ومن أخذ عنهم مثل كتاب العلل وأسماء الرجال عن يحيى القطان وابن المديني وأحمد وابن معين والبخاري ومسلم وأبي زرعة وأبي حاتم زو النسائي والترمذي وأحمد بن عدي وابن حبان وأبي الفتح الازدي والدار قطين قطني وغيرهم وتفسير الثعلبي فيه أحاديث موضوعة وأحاديث صحيحة ومن الموضوع فيه الأحاديث التي في فضائل السور سورة وقد ذكر هذا الحديث الزمخشري والواحدي وهو كذب موضوع باتفاق أهل الحديث وكذلك غير هذا وكذلك الواحدي تلميذ الثعلبي والبغوي اختصر تفسيره من تفسير الثعلبي والواحدي لكنهما اخبر بأقوال المفسرين منه والواحدي اعلم بالعربية من هذا وهذا والبغوي اتبع للسنة منهما وليس لكون الرجل من الجمهور الذين يعتقدون خلافة الثلاثة يوجب له أن كل ما رواه صدق كما أن كونه من الشيعة لا يوجب أن يكون كل ما رواه كذبا بل الاعتبار بميزان العدل وقد وضع الناس أحاديث كثيرة مكذوبة على رسول الله وسلم في الأصول والأحكام والزهد والفضائل ووضعوا كثيرا من فضائل الخلفاء الأربعة وفضائل معاوية ومن الناس من يكون قصده رواية كل ما روي في الباب من غير تمييز بين صحيح وضعيف كما فعله أبو نعيم في فضائل الخلفاء وكذلك غيره ممن صنف في الفضائل ومثل مل جمعه أبو الفتح بن أبي الفوارس وأبو علي الاهوازي وغيرهما في فضائل معاوية ومثل ما جمعه النسائي في فضائل علي وكذلك ما جمعه أبو القاسم بن عساكر في فضائل علي وغيره فان هؤلاء وأمثالهم قصدوا أن يرووا ما سمعوا من غير تمييز بين صحيح ذلك وضعيفه فلا يجوز أن يجزم بصدق الخبر بمجرد رواية الواحد من هؤلاء باتفاق أهل العلم وأما من يذكر الحديث بلا إسناد ومن المصنفين في الأصول والفقه والزهد والرقائق فهؤلاء يذكرون أحاديث كثيرة صحيحة ويذكر بعضهم أحاديث كثيرة ضعيفة وموضوعة كما يوجد ذلك في كتب الرقائق والرأي وغير ذلك."

## هوامش
1. ↑  «و أنذر عشيرتك الأقربين» القرآن الكريم - سورة الشعراء 214
2. ↑  منهاج السنة لابن تيمية
3. ↑  سورة الشعرآء آية 214
4. ↑  الإمام أحمد بن حنبل. https://ia902605.us.archive.org/26/items/waqmsnda/msnda01.pdf. {{استشهاد بكتاب}}: |عمل= تُجوهل (مساعدة) وروابط خارجية في |عمل= و|عنوان= (مساعدة)
5. ↑  ابن حجر - لسان الميزان